# Darkstars
Darkstars ist der Titel einer Comicserie, die der US-amerikanische Verlag DC-Comics von 1992 bis 1996 veröffentlichte. Die Serie, die die Abenteuer einer intergalaktischen Polizeitruppe namens Darkstars beschreibt, war im Science-Fiction-Genre angesiedelt.

## Handlung
Darkstars beschreibt die Abenteuer einer gleichnamigen im gesamten Universum operierenden Polizeitruppe. Im Auftrag der sogenannten Controller, einer vergeistigten außerirdischen Rasse, die danach strebte, im Weltraum Ordnung und Sicherheit herzustellen, bekämpfen die Darkstars verschiedensten Bedrohungen.
Das Darkstars Korps (auch Network for the Establishment and Maintenance of Order, NEMO), wie die Gesamtheit der Darkstars sich nennt, rekrutiert sich aus Angehörigen der verschiedensten im Universum vorkommenden Rassen, die von den Controllern mit futuristischen Kampfanzügen (auf Englisch „exo-mantle“) ausgestattet werden, die ihnen die verschiedensten kämpferischen Fertigkeiten verleihen: So erlauben ihre Anzüge es den Darkstars zu fliegen, sich mit Kraftfeldern zu umgeben, Energiestrahlen abzufeuern und mehr. Neben etablierten, bereits seit Jahrzehnten in anderen Serien von DC-Comics auftretenden, Charakteren wie John Stewart (der früher in der Serie Green Lantern auftrat) und Donna Troy (als Wondergirl die Juniorpartnerin der Titelheldin der Serie Wonder Woman) gehörten den Darkstars auch zahllose eigens für die Serie neu geschaffene Figuren wie Ferrin Colos, Xax, Varix und Galius Zed an. Weitere Figuren waren Sleer Prigatz, Captain Zifor, Chaser Bron, Munchuk, Merayn Dethalis, Nuvah Jeddigar, Vollika Rahn, Medphyll, Humans, Carla White, Mo Douglas, John Flint und Charlie Vicker.
Die Geschichten der Serie beschrieben üblicherweise die Anstrengungen einzelner Darkstars oder von Gruppen von Darkstars, verschiedenste Bedrohungen zu bannen. So kämpfen die Darkstars gegen Weltraumdesperados wie Evil Star oder Eroberer wie der mörderischen Grayven. Grayven ist es schließlich auch, der dem Dark Star Korps während eines Krieges auf dem Planeten Rann schwere Verluste zufügt – mit dem Ergebnis, dass das Rest-Korps sich nach dem Sieg über Grayven auflöst.

## Veröffentlichung
Das erste Heft von Darkstars kam im Oktober 1992 auf den Markt. Die Serie erschien im monatlichen Rhythmus und brachte er bis zu ihrer Einstellung im Januar 1996 auf neununddreißig Ausgaben, die Ausgaben #1 bis #38 sowie eine als #0 (Oktober 1994) ausgewiesene Sondernummer. Autor der kompletten Serie war Michael Jan Friedman. Als Zeichner wurden Künstler wie Jim Balent, Mike Collins, Mitch Byrd, Travis Charest, Howard Porter, Larry Stroman, Paul Pelletier, Christopher Taylor, Mark Campos und Patrick Zircher beschäftigt. Als Tuschezeichner unter anderem Scott Hanna und Ken Branch. Die editorische Leitung der Serie übernahmen erst Brian Augustyn, später Paul Kupperberg.